# Munna neozelanica
Munna neozelanica là một loài chân đều trong họ Munnidae. Loài này được Chilton miêu tả khoa học năm 1891.